# 藤沢村 (茨城県)
藤沢村（ふじさわむら）は茨城県新治郡にかつて存在した村である。現在の茨城県土浦市の北部に位置する。

## 歴史
- 1889年（明治22年）4月1日 - 町村制施行により、新治郡大畑村・上坂田村・下坂田村・藤沢村・虫掛村の区域をもって成立。
- 1938年（昭和13年）6月1日 - 大字虫掛が土浦町に編入。
- 1955年（昭和30年）7月27日 - 斗利出村・山ノ荘村と新設合併し新治村が発足。同日藤沢村廃止。